# Kanamat Botashev
Kanamat Khuseevich Botashev  (em russo: Канамат Хусеевич Боташев; Baixo Teberda, 20 de maio de 1959 – Popasna, 22 de maio de 2022) foi um major-general russo que atuou como comandante da unidade militar 23326 do Distrito Militar Ocidental, bem como comandante da base aérea de Voronezh Malshevo, localizada nas proximidades de Voronezh. Ele foi condecorado postumamente com o título de Herói da Federação Russa.

## Biografia
Em 1976, concluiu o ensino médio. Posteriormente, graduou-se em 1981 na Escola Superior de Pilotos da Aviação Militar de Yeysk. Em 2010, completou sua formação na Academia Militar do Estado-Maior General das Forças Armadas da Rússia.
Em 29 de dezembro de 2012, foi instaurado um processo criminal contra ele com base no artigo 351.º do Código Penal da Federação Russa (violação das regras de voo), por ter provocado a queda de um caça Sukhoi Su-27 ao desrespeitar os regulamentos de voo.  Ele teria pilotado a aeronave sem passar pelo treinamento adequado e sem realizar os exames médicos pré-voo, optando por executar acrobacias aéreas que resultaram na destruição acidental do Su-27. Botashev foi condenado a quatro anos de liberdade condicional e multado em cinco milhões de rublos. Em 2013, foi dispensado das Forças Armadas. Posteriormente, trabalhou como vice-chefe da organização DOSAAF em São Petersburgo e na região de Leningrado, atuando na área de aviação, além de exercer a função de vice-diretor de um aeroclube na mesma cidade.
Segundo a mídia ucraniana, ele participou da invasão russa da Ucrânia e morreu em 22 de maio de 2022 perto de Popasna, pilotando uma aeronave de ataque Sukhoi Su-25, que foi abatida por um FIM-92 Stinger. A mídia russa confirmou mais tarde sua morte em combate na Ucrânia. Obsevadores especulam que Botashev estava voando como piloto mercenário para o Grupo Wagner.